# Ma il cielo è sempre più blu
Ma il cielo è sempre più blu è un singolo del cantautore italiano Rino Gaetano, pubblicato nell'estate del 1975 dalla It.

## Storia e descrizione
Rino Gaetano compose il brano musicale velocemente con la chitarra, poi andò da Arturo Stalteri (a quel tempo tastierista del gruppo progressive Pierrot Lunaire), e gli chiese un giro di accordi come intro che caratterizzasse il pezzo. Il tastierista aveva istintivamente fatto quel giro armonico con quel ritmo, ma secondo lui era solo un’ipotesi e pensava di farne altri, ma Gaetano lo fermò e gli disse: ‘Questo è perfetto. Questo farà il pezzo’.
La canzone, che nel formato originale durava 8:23, venne originariamente divisa in due parti (una per lato): Ma il cielo è sempre più blu - Parte I e Ma il cielo è sempre più blu - Parte II. La versione completa venne in seguito pubblicata nella raccolta Gianna e le altre... del 1990.
Nella sola versione da 4 minuti e mezzo nel testo ci sono 80 “chi”, e ognuno è riferito a una persona, a un comportamento o un vizio. 
Chi suda il salario, ma pure Chi ama l’amore e i sogni di gloria, Chi perde la calma e Chi ha preso un diretto, Chi vuole l’aumento e chi beve un bicchiere, ecc. Ognuno si cerchi e si canti lì dentro. Tanto, alla fine, per tutti il cielo è sempre più blu.
Il brano fu inizialmente censurato perché conteneva due frasi che non potevano essere diffuse: Chi tira la bomba/chi nasconde la mano e chi canta Baglioni/chi rompe i coglioni.
Il brano in Italia è stato utilizzato nella pubblicità del supermercato Lidl dal 2021 al 2024 e viene spesso usato allo stadio dai tifosi del Crotone e della Sampdoria.

## Cover e remix
Nel 2003 uscì un remix ufficiale a cura del DJ Molella, che reintegrava dall'audio originale della voce di Gaetano il passo "Chi tira la bomba/chi nasconde la mano". Il brano costituiva la traccia portante della raccolta Sotto i cieli di Rino. Nella stagione 2004-2005 fu usato come sigla di apertura per una trasmissione dallo stesso titolo in onda su Rai 1.
Al successo di questa versione contribuì anche il videoclip realizzato successivamente. Qui un anziano signore obeso, ossessionato dalla TV, ignora la sua nipotina che fa di tutto perché egli la ascolti, ma inutilmente. Sullo schermo televisivo scorrono le immagini di un uomo in marsina che, mascherato da grillo, suona un violino e consegna ai passanti, in concitata sequenza, dei bigliettini recanti massime come "Pur se manager in carriera, guarda il cielo della sera", "Non rincorrere i milioni che non rendono campioni", "Ma fare l'indiano significa guardar il mondo da lontano?", "Tiri il sasso, e nascondi la mano, poi nel branco ti senti sovrano?". Alla fine viene aggredito e colpito lievemente con una chitarra, quindi la nipotina incontra l'uomo-grillo, i due stringono amicizia e fuggono insieme per i campi. Contemporaneamente il nonno, quasi per punizione, viene risucchiato dal televisore ritrovandosi dentro lo schermo, stordito e a disagio. 
Al fine di non urtare la sensibilità delle persone di fede islamica, nelle versioni cantate a partire dal primo decennio degli anni 2000, la frase "Chi grida Allah" è stata sostituita dalla frase "Chi grida al-ladro". 
Nel 2007 è stata cantata da Claudio Santamaria nella miniserie Rai Rino Gaetano - Ma il cielo è sempre più blu nel quale ha interpretato il ruolo di protagonista. 
Nel 2009 la cantante Giusy Ferreri ha realizzato una propria versione del brano, pubblicandola come singolo estratto dal suo album Fotografie.
Nel 2016 Loredana Bertè incide la cover per la compilation Amiche in Arena (F&P Group, 8058333341385).
Nel 2020 alcuni cantanti italiani, riuniti come "Italian Allstars 4 Life", hanno reinterpretato il brano, modificando leggermente il titolo (Ma il cielo è sempre blu) per un'iniziativa benefica per aiutare la Croce Rossa Italiana. L’iniziativa promossa da Amazon insieme alle principali associazioni industriali del settore musicale italiano: AFI, FIMI e PMI, ha visto reincidere a distanza una versione corale del celebre brano “Ma il cielo è sempre più blu” di Rino Gaetano, da oltre 50 star e artisti della musica italiana.
Gli artisti che hanno collaborato sono stati Alessandra Amoroso, Annalisa, Arisa, Baby K, Claudio Baglioni, Benji & Fede, Loredana Bertè, Boomdabash, Carl Brave, Michele Bravi, Bugo, Luca Carboni, Simone Cristicchi, Gigi d'Alessio, Cristina d'Avena, Fred de Palma, Diodato, Dolcenera, Elodie, Emma, Fedez, Giusy Ferreri, Fabri Fibra, Fiorello, Francesco Gabbani, Irene Grandi, Il Volo, Izi, Paolo Jannacci, J-Ax, Emis Killa, Levante, Lo Stato Sociale, Fiorella Mannoia, Marracash, Marco Masini, Ermal Meta, Gianni Morandi, Fabrizio Moro, Nek, Noemi, Rita Pavone, Piero Pelù, Max Pezzali, Pinguini Tattici Nucleari, Pupo, Raf, Eros Ramazzotti, Francesco Renga, Samuel, Francesco Sarcina, Saturnino, Umberto Tozzi e Ornella Vanoni (Sony Music). La produzione è stata curata da Takagi & Ketra e Dardust.

Nello stesso anno anche Achille Lauro ha realizzato una propria versione.

## Tracce
1. Ma il cielo è sempre più blu – 4:30
2. Seconda parte – 4:06